# Izeste
Izeste  ou Iseste est une commune française, située dans le département des Pyrénées-Atlantiques en région Nouvelle-Aquitaine.
Le gentilé est Isestois.

## Géographie

### Localisation
La commune d'Izeste se trouve dans le département des Pyrénées-Atlantiques, en région Nouvelle-Aquitaine.
Elle se situe à 28 km par la route de Pau, préfecture du département, et à 21 km d'Oloron-Sainte-Marie, sous-préfecture.
Les communes les plus proches sont : 
Louvie-Juzon (0,8 km), Arudy (1,6 km), Sainte-Colome (2,2 km), Sévignacq-Meyracq (2,6 km), Castet (2,6 km), Bescat (3,7 km), Bilhères (4,1 km), Bielle (4,2 km).
Sur le plan historique et culturel, Izeste fait partie de la province du Béarn, qui fut également un État et qui présente une unité historique et culturelle à laquelle s’oppose une diversité frappante de paysages au relief tourmenté.

### Communes limitrophes
Les communes limitrophes sont  Arudy, Bielle, Bilhères et Louvie-Juzon.
| Arudy |          |              |
|       | Izeste   | Louvie-Juzon |
|       | Bilhères | Bielle       |

### Hydrographie

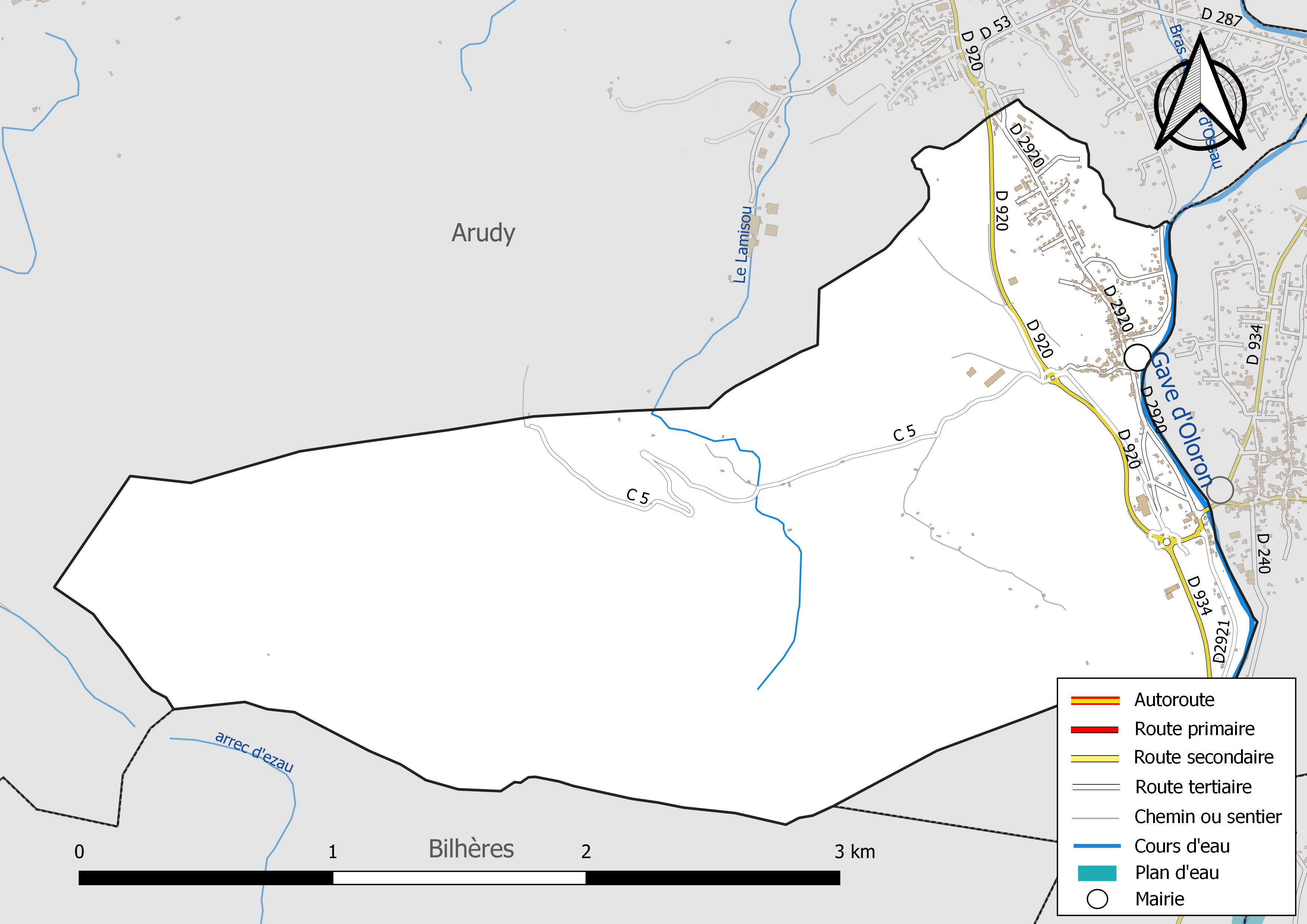
Réseaux hydrographique et routier d'Izeste.

La commune est drainée par le gave d'Oloron, le Lamisou et par un petit cours d'eau, constituant un réseau hydrographique de 3 km de longueur totale,.
Le gave d'Oloron, d'une longueur totale de 148,8 km, prend sa source dans la commune de Laruns et s'écoule vers le nord-ouest. Il traverse la commune et se jette dans le gave de Pau à Sorde-l'Abbaye, après avoir traversé 64 communes.

### Climat
Pour des articles plus généraux, voir Climat de la Nouvelle-Aquitaine et Climat des Pyrénées-Atlantiques.
Historiquement, la commune est exposée à un climat de montagne.  
En 2020, Météo-France publie une typologie des climats de la France métropolitaine dans laquelle la commune est toujours exposée à un climat de montagne et est dans la région climatique Pyrénées atlantiques, caractérisée par une pluviométrie élevée (>1 200 mm/an) en toutes saisons, des hivers très doux (7,5 °C en plaine) et des vents faibles.
Pour la période 1971-2000, la température annuelle moyenne est de 12,4 °C, avec une amplitude thermique annuelle de 14 °C. Le cumul annuel moyen de précipitations est de 1 503 mm, avec 11,3 jours de précipitations en janvier et 9,7 jours en juillet. Pour la période 1991-2020, la température moyenne annuelle observée sur la station météorologique la plus proche, située sur la commune d'Asson à 15 km à vol d'oiseau, est de 13,2 °C et le cumul annuel moyen de précipitations est de 1 376,5 mm,. Pour l'avenir, les paramètres climatiques de la commune estimés pour 2050 selon différents scénarios d’émission de gaz à effet de serre sont consultables sur un site dédié publié par Météo-France en novembre 2022.

### Milieux naturels et biodiversité

#### Espaces protégés
La protection réglementaire est le mode d’intervention le plus fort pour préserver des espaces naturels remarquables et leur biodiversité associée,.
Dans ce cadre, la commune fait partie de la zone cœur et de l'aire d'adhésion du Parc National des Pyrénées. Créé en 1967 et d'une superficie de 45 806 ha, ce parc abrite une faune riche et spécifique particulièrement intéressante : importantes populations d’isards, colonies de marmottes réimplantées avec succès, grands rapaces tels le Gypaète barbu, le Vautour fauve, le Percnoptère d’Égypte ou l’Aigle royal, le Grand tétras et le discret Desman des Pyrénées qui constitue l’exemple type de ce précieux patrimoine confié au Parc national et aussi l'Ours des Pyrénées,.

#### Réseau Natura 2000
Le réseau Natura 2000 est un réseau écologique européen de sites naturels d'intérêt écologique élaboré à partir des Directives « Habitats » et « Oiseaux », constitué de zones spéciales de conservation (ZSC) et de zones de protection spéciale (ZPS).
Un site Natura 2000 a été défini sur la commune au titre de la « directive Habitats » : « le gave d'Ossau », d'une superficie de 2 300 ha, un vaste réseau de torrents d'altitude et de cours d'eau de coteaux à très bonne qualité des eaux,.

#### Zones naturelles d'intérêt écologique, faunistique et floristique
L’inventaire des zones naturelles d'intérêt écologique, faunistique et floristique (ZNIEFF) a pour objectif de réaliser une couverture des zones les plus intéressantes sur le plan écologique, essentiellement dans la perspective d’améliorer la connaissance du patrimoine naturel national et de fournir aux différents décideurs un outil d’aide à la prise en compte de l’environnement dans l’aménagement du territoire.
Deux ZNIEFF de type 1 sont recensées sur la commune, : 
le « bois du Bager » (2 758,51 ha), couvrant 5 communes du département et 
le « réseau hydrographique du gave d'ossau à l'amont d'arudy et ses rives » (586,79 ha), couvrant 12 communes du département
et deux ZNIEFF de type 2,, : 
- le « réseau hydrographique du gave d'Oloron et de ses affluents » (6 885,32 ha), couvrant 114 communes dont 2 dans les Landes et 112 dans les Pyrénées-Atlantiques[27] ;
- la « vallée d'Ossau » (43 624,41 ha), couvrant 13 communes du département[28].

## Urbanisme

### Typologie
Au 1er janvier 2024, Izeste est catégorisée bourg rural, selon la nouvelle grille communale de densité à sept niveaux définie par l'Insee en 2022.
Elle appartient à l'unité urbaine d'Arudy, une agglomération intra-départementale regroupant quatre  communes, dont elle est une commune de la banlieue,,. Par ailleurs la commune fait partie de l'aire d'attraction de Pau, dont elle est une commune de la couronne,. Cette aire, qui regroupe 227 communes, est catégorisée dans les aires de 200 000 à moins de 700 000 habitants,.

### Occupation des sols

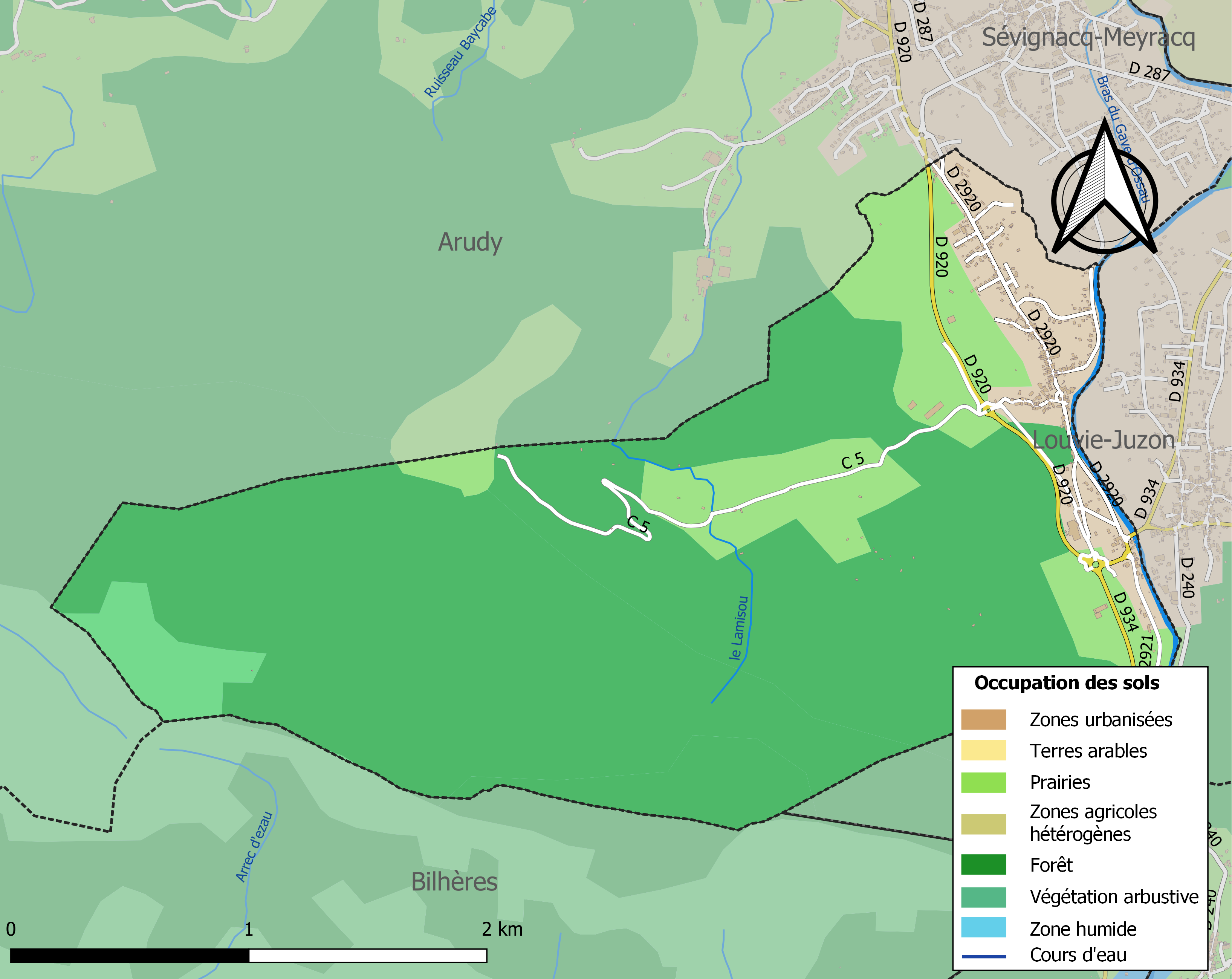
Carte des infrastructures et de l'occupation des sols de la commune en 2018 (CLC).

L'occupation des sols de la commune, telle qu'elle ressort de la base de données européenne d’occupation biophysique des sols Corine Land Cover (CLC), est marquée par l'importance des forêts et milieux semi-naturels (76,5 % en 2018), une proportion sensiblement équivalente à celle de 1990 (76,1 %). La répartition détaillée en 2018 est la suivante : 
forêts (73,1 %), prairies (15,7 %), zones urbanisées (7,8 %), milieux à végétation arbustive et/ou herbacée (3,4 %). L'évolution de l’occupation des sols de la commune et de ses infrastructures peut être observée sur les différentes représentations cartographiques du territoire : la carte de Cassini (XVIIIe siècle), la carte d'état-major (1820-1866) et les cartes ou photos aériennes de l'IGN pour la période actuelle (1950 à aujourd'hui).

### Lieux-dits et hameaux
- Estis ;
- Houn Barrade (col de)[7],[34] ;
- la Lanne de Bas ;
- la Lanne de Sus ;
- Montagne ;
- Village.

### Risques majeurs
Le territoire de la commune d'Izeste est vulnérable à différents aléas naturels : météorologiques (tempête, orage, neige, grand froid, canicule ou sécheresse), inondations, feux de forêts, mouvements de terrains et séisme (sismicité moyenne). Il est également exposé à deux risques technologiques,  le transport de matières dangereuses et la rupture d'un barrage. Un site publié par le BRGM permet d'évaluer simplement et rapidement les risques d'un bien localisé soit par son adresse soit par le numéro de sa parcelle.

#### Risques naturels
Certaines parties du territoire communal sont susceptibles d’être affectées par le risque d’inondation par une crue torrentielle ou à montée rapide de cours d'eau, notamment le gave d'Oloron. La commune a été reconnue en état de catastrophe naturelle au titre des dommages causés par les inondations et coulées de boue survenues en 1982, 1987, 1992, 1996, 2007, 2009, 2013, 2018, 2019 et 2021,.
Izeste est exposée au risque de feu de forêt. En 2020, le premier plan de protection des forêts contre les incendies (PDPFCI) a été adopté pour la période 2020-2030. La réglementation des usages du feu à l’air libre et les obligations légales de débroussaillement dans le département des Pyrénées-Atlantiques font l'objet d'une consultation de public ouverte du 16 septembre au 7 octobre 2022,.
Les mouvements de terrains susceptibles de se produire sur la commune sont des affaissements et effondrements liés aux cavités souterraines (hors mines). Afin de mieux appréhender le risque d’affaissement de terrain, un inventaire national permet de localiser les éventuelles cavités souterraines sur la commune.

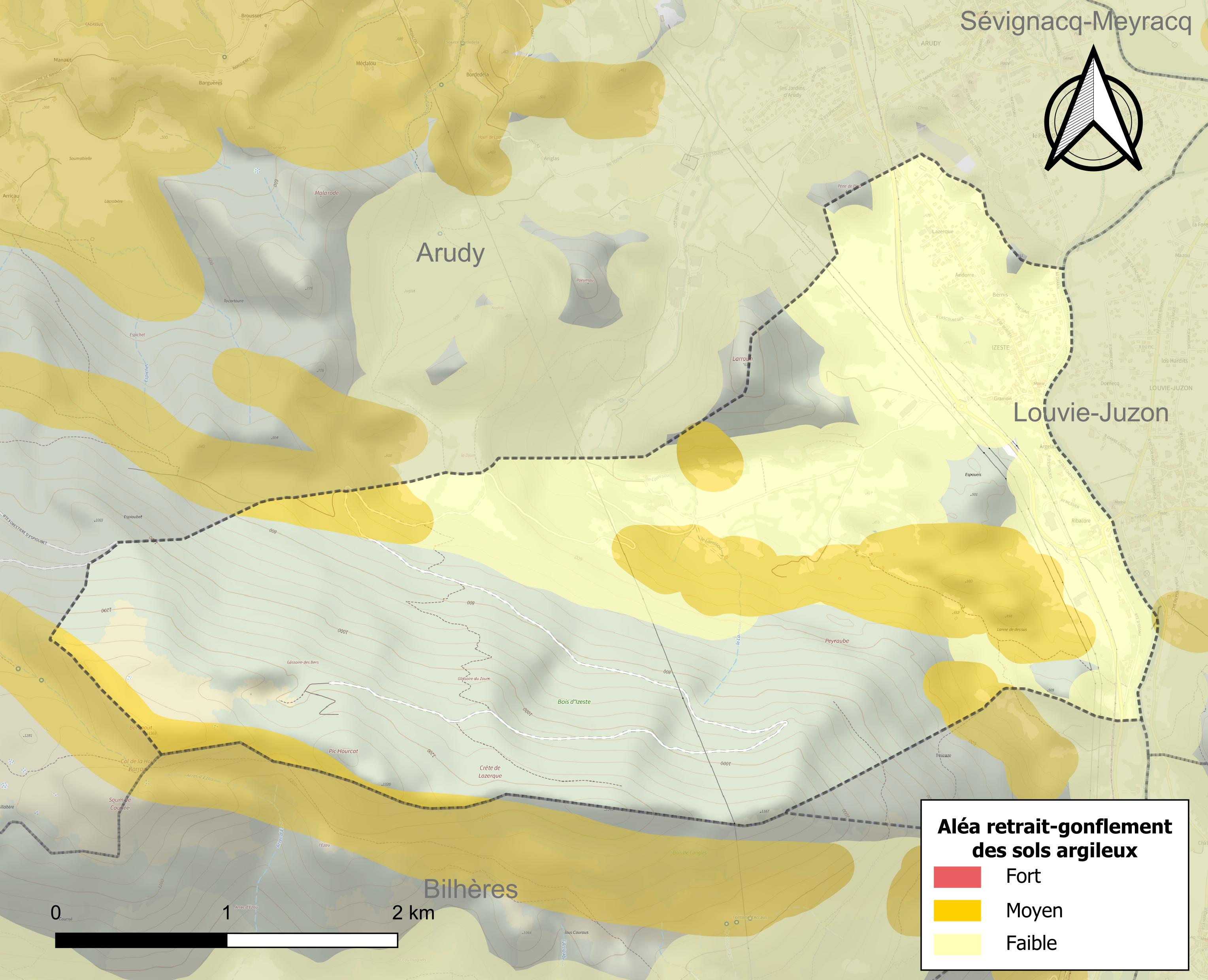
Carte des zones d'aléa retrait-gonflement des sols argileux d'Izeste.

Le retrait-gonflement des sols argileux est susceptible d'engendrer des dommages importants aux bâtiments en cas d’alternance de périodes de sécheresse et de pluie. 16,7 % de la superficie communale est en aléa moyen ou fort (59 % au niveau départemental et 48,5 % au niveau national). Depuis le 1er octobre 2020, en application de la loi ELAN, différentes contraintes s'imposent aux vendeurs, maîtres d'ouvrages ou constructeurs de biens situés dans une zone classée en aléa moyen ou fort,.

#### Risque technologique
La commune est en outre située en aval de barrages de classe A. À ce titre elle est susceptible d’être touchée par l’onde de submersion consécutive à la rupture de cet ouvrage.

## Toponymie
Izeste signifie « qui est dans l'eau ».
Le toponyme Izeste apparaît sous les formes Yseste (1270, titres d'Ossau), 
Issesta (1614, réformation de Béarn) et 
Sent Estienne d'Izesta (1621, insinuations du diocèse d'Oloron).
L’examen de l’ensemble des dossiers archivés en mairie d’Iseste, révèle que le S s’est muté en Z par suite d’une erreur calligraphique faite dans le mot Iseste (de is = eau et este = eau calme). 

Le panneau situé à l'entrée de la commune sur la D 920 indique toujours Iseste.
Le col de Houn-Barrade, entre Arudy et Izeste, apparaît sous la forme col de la Houn-Barade dans le dictionnaire topographique Béarn-Pays basque (1863).

## Histoire
Paul Raymond note que la commune comptait une abbaye laïque, vassale de la vicomté de Béarn.

En 1385, Izeste comptait 12 feux et dépendait du bailliage d'Ossau.

## Politique et administration
| Période | Période  | Identité              | Étiquette | Qualité |
| ------- | -------- | --------------------- | --------- | ------- |
| 1995    | 2014     | Pierre Bertrou-Cantou |           |         |
| 2014    | En cours | Daniel Carrey         |           |         |

### Intercommunalité
La commune fait partie de cinq structures intercommunales :
- la communauté de communes de la Vallée d'Ossau ;
- le SIVU  assainissement de la vallée d’Ossau ;
- le syndicat d'eau de la vallée d'Osseux ;
- le syndicat d'électrification du Bas-Ossau ;
- le syndicat de la perception d’Arudy.

## Population et société

### Démographie
L'évolution du nombre d'habitants est connue à travers les recensements de la population effectués dans la commune depuis 1793. Pour les communes de moins de 10 000 habitants, une enquête de recensement portant sur toute la population est réalisée tous les cinq ans, les populations de référence des années intermédiaires étant quant à elles estimées par interpolation ou extrapolation. Pour la commune, le premier recensement exhaustif entrant dans le cadre du nouveau dispositif a été réalisé en 2004.

En 2022, la commune comptait 441 habitants, en évolution de +4,75 % par rapport à 2016 (Pyrénées-Atlantiques : +3,78 %, France hors Mayotte : +2,11 %).
| 1793 | 1800 | 1806 | 1821 | 1831 | 1836 | 1841 | 1846 | 1851 |
| ---- | ---- | ---- | ---- | ---- | ---- | ---- | ---- | ---- |
| 462  | 460  | 446  | 528  | 529  | 527  | 492  | 490  | 505  |

| 1856 | 1861 | 1866 | 1872 | 1876 | 1881 | 1886 | 1891 | 1896 |
| ---- | ---- | ---- | ---- | ---- | ---- | ---- | ---- | ---- |
| 483  | 495  | 525  | 492  | 473  | 513  | 510  | 463  | 463  |

| 1901 | 1906 | 1911 | 1921 | 1926 | 1931 | 1936 | 1946 | 1954 |
| ---- | ---- | ---- | ---- | ---- | ---- | ---- | ---- | ---- |
| 437  | 444  | 429  | 354  | 364  | 429  | 416  | 448  | 459  |

| 1962 | 1968 | 1975 | 1982 | 1990 | 1999 | 2004 | 2006 | 2009 |
| ---- | ---- | ---- | ---- | ---- | ---- | ---- | ---- | ---- |
| 573  | 602  | 636  | 536  | 498  | 458  | 442  | 427  | 455  |

| 2014 | 2019 | 2022 | - | - | - | - | - | - |
| ---- | ---- | ---- | - | - | - | - | - | - |
| 440  | 432  | 441  | - | - | - | - | - | - |

## Économie
L'économie de la commune est essentiellement orientée vers l'agriculture et l'élevage. Il faut néanmoins noter l'existence d'une carrière de marbre noir. La commune fait partie de la zone d'appellation de l'ossau-iraty.
Le siège administratif de l'Établissement public des Stations d'Altitude (EPSA) des Pyrénées-Atlantiques, regroupant la station de La Pierre Saint-Martin, celle de Gourette et celles d'Artouste (stations d'été et d'hiver), se trouve à Izeste. Le siège social de l'Établissement se trouve à Lourdes.

## Culture locale et patrimoine
Un dicton béarnais parle d'Izeste : Qui passe per Izeste sens esta criticat, pot passa per l'ihèr sens esta brulat (qui passe par Izeste sans être critiqué, peut passer l'enfer sans être brûlé).

### Patrimoine civil
- Des ossements datant de l'époque préhistorique, ainsi que des silex ont été retrouvés dans la grotte préhistorique d'Espalungue (aussi appelée grotte d'Izeste, mais sur la commune d'Arudy).
- Domenjadure ou maison gentilhommière (en l'occurrence une tour-château), inscrite à l'Inventaire Supplémentaire des Monuments Historiques en 1986 (façades et toitures)[55].

Château d'Izeste
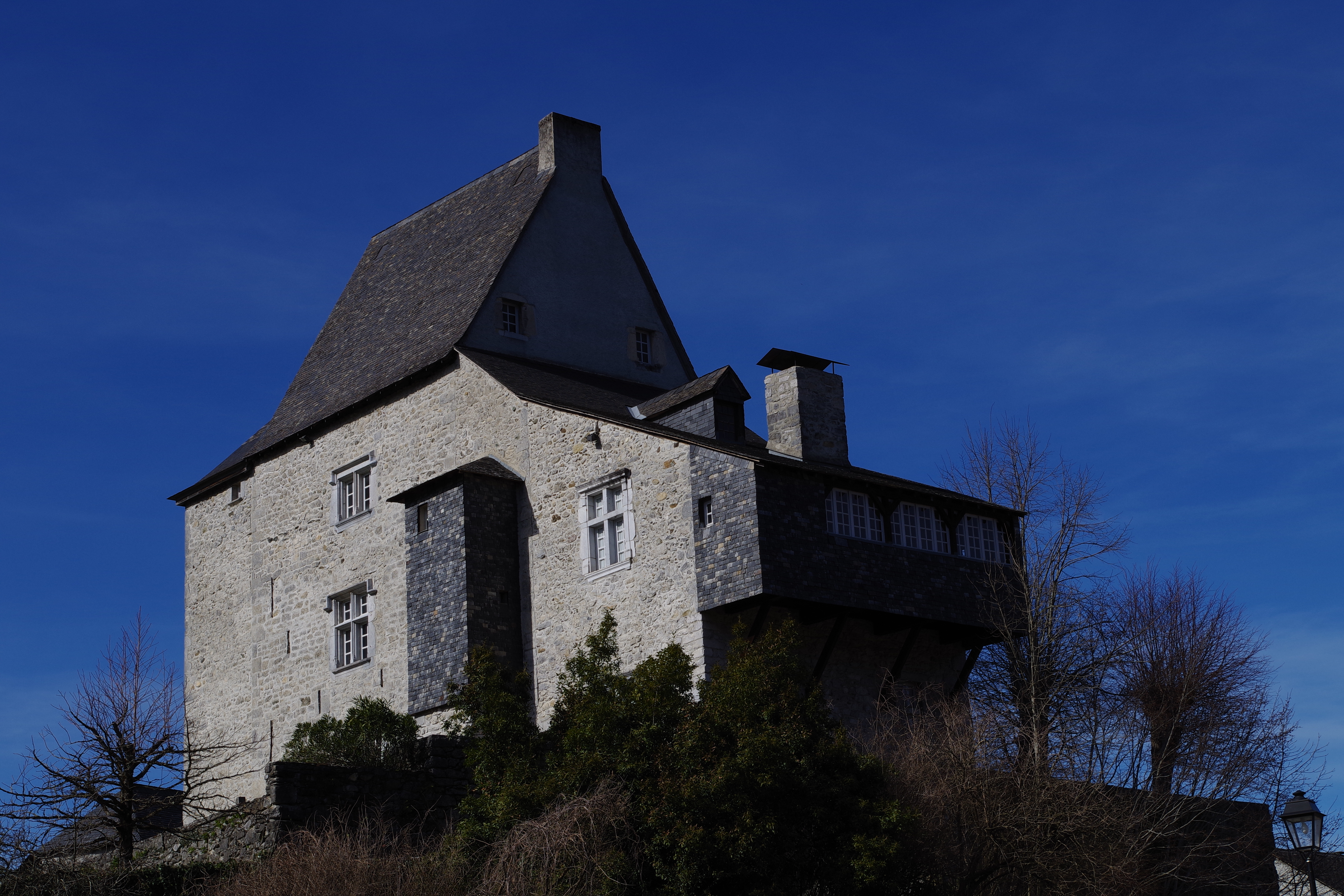
Façade sud
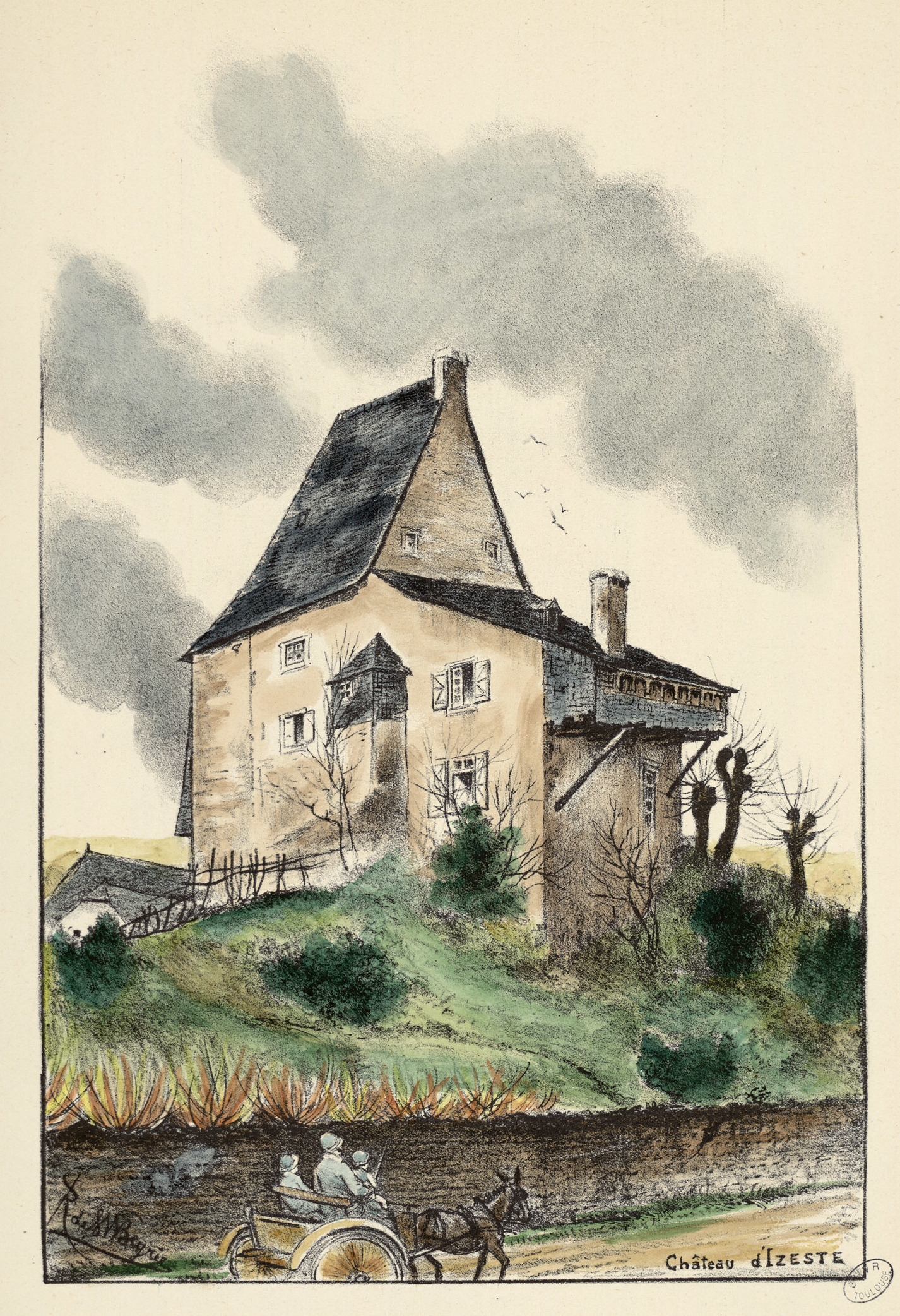
En 1926.

- Maisons des XVIe, XVIIe et XVIIIe siècles.
- Maison forte du Domec, maison natale du médecin réputé Théophile de Bordeu.
- Pilori datant de 1682, inscrit aux monuments historiques en 1954.
- Abbaye laïque du XVIe siècle.

### Patrimoine religieux

Église Saint-Étienne du XVIIe.
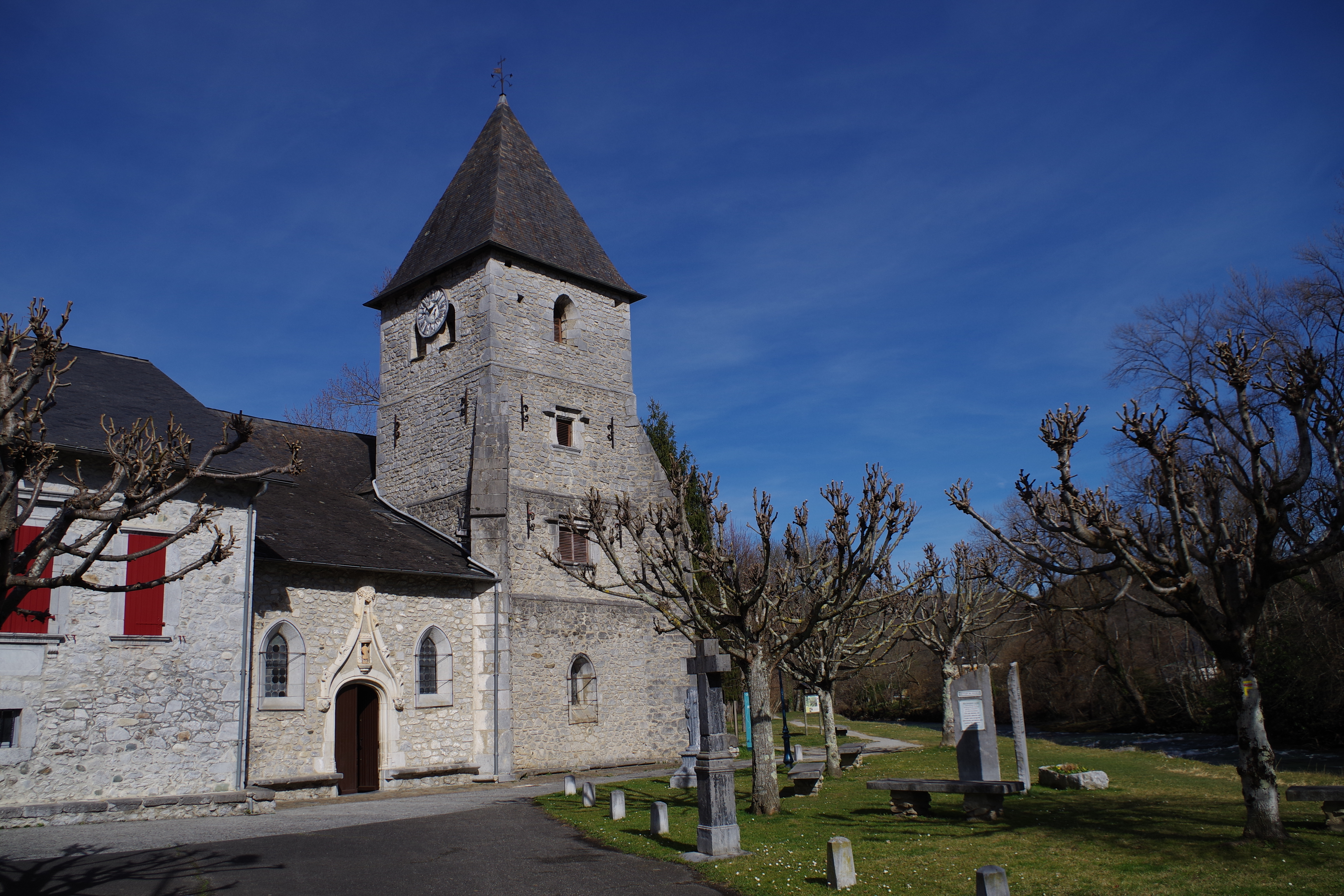
Église Saint-Étienne
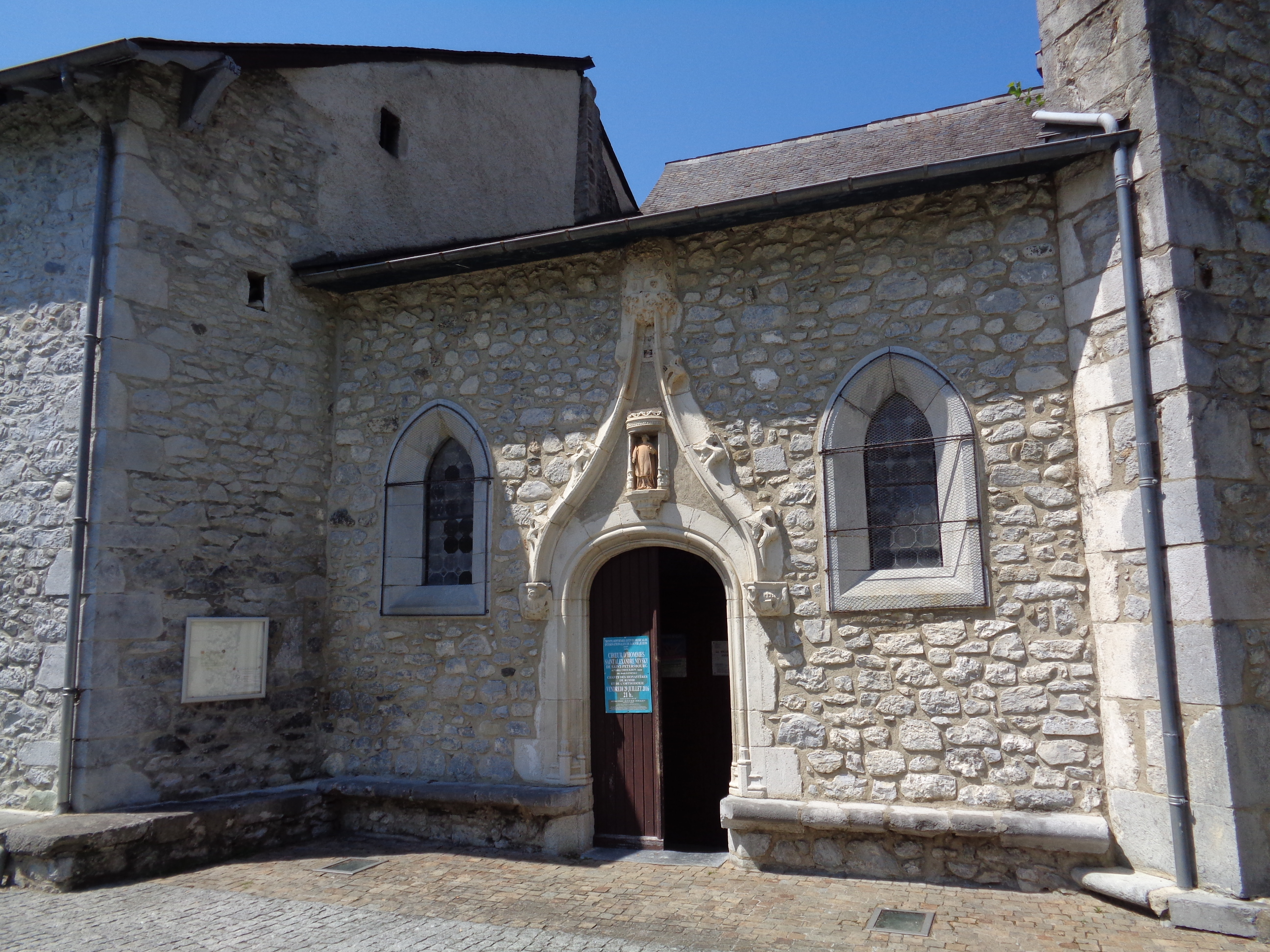
Porche méridional
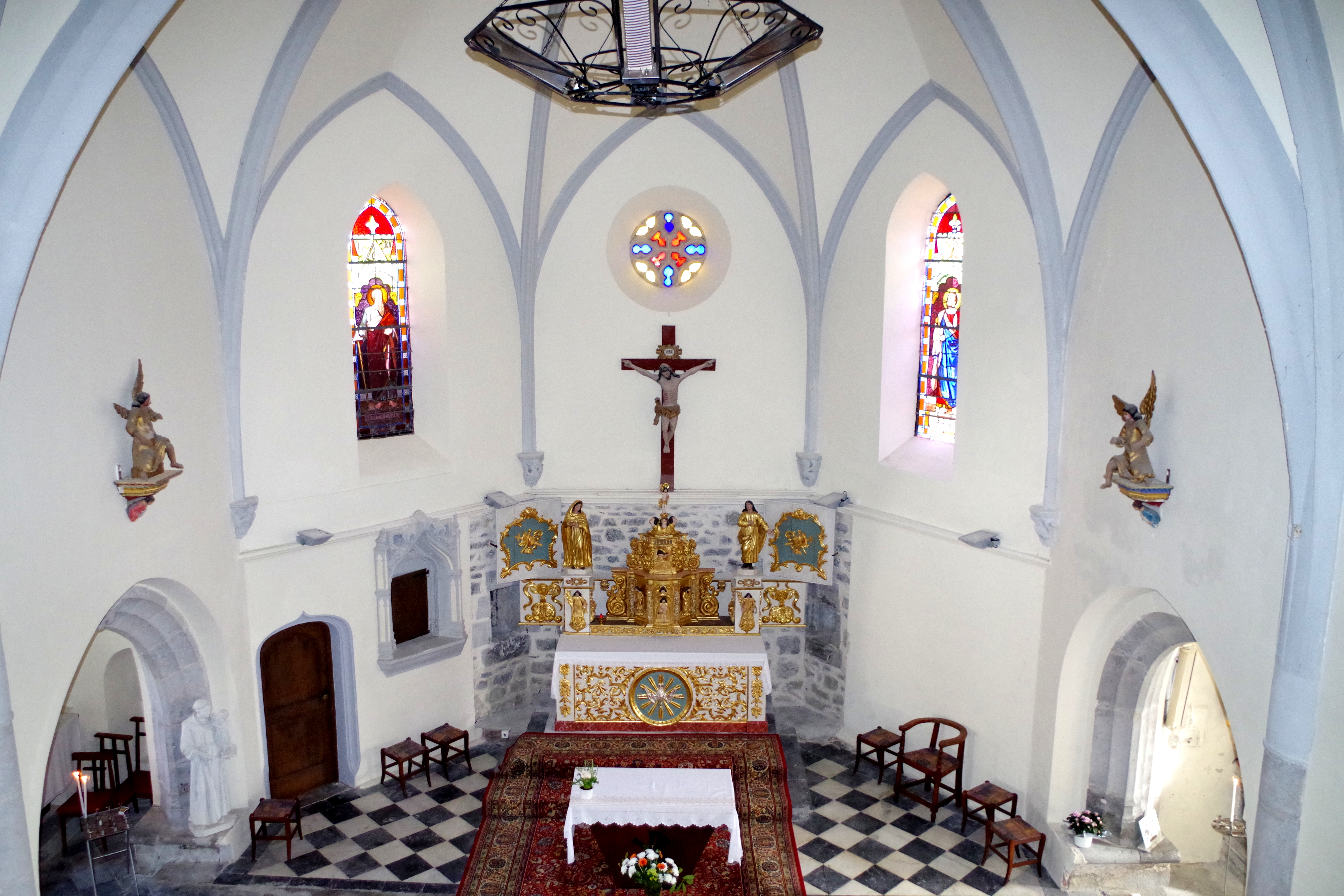
Le chœur
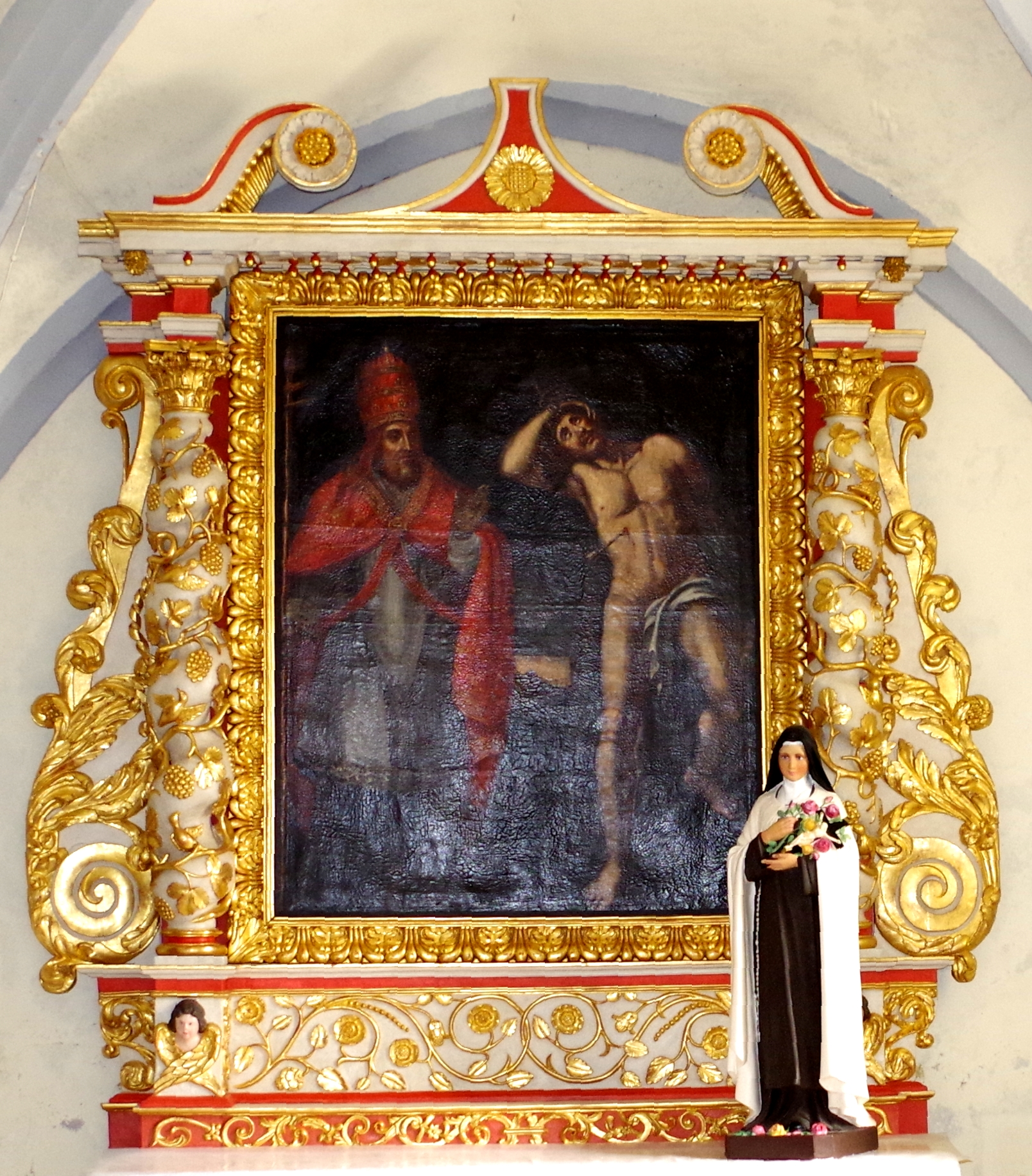
Retable du XVIIe
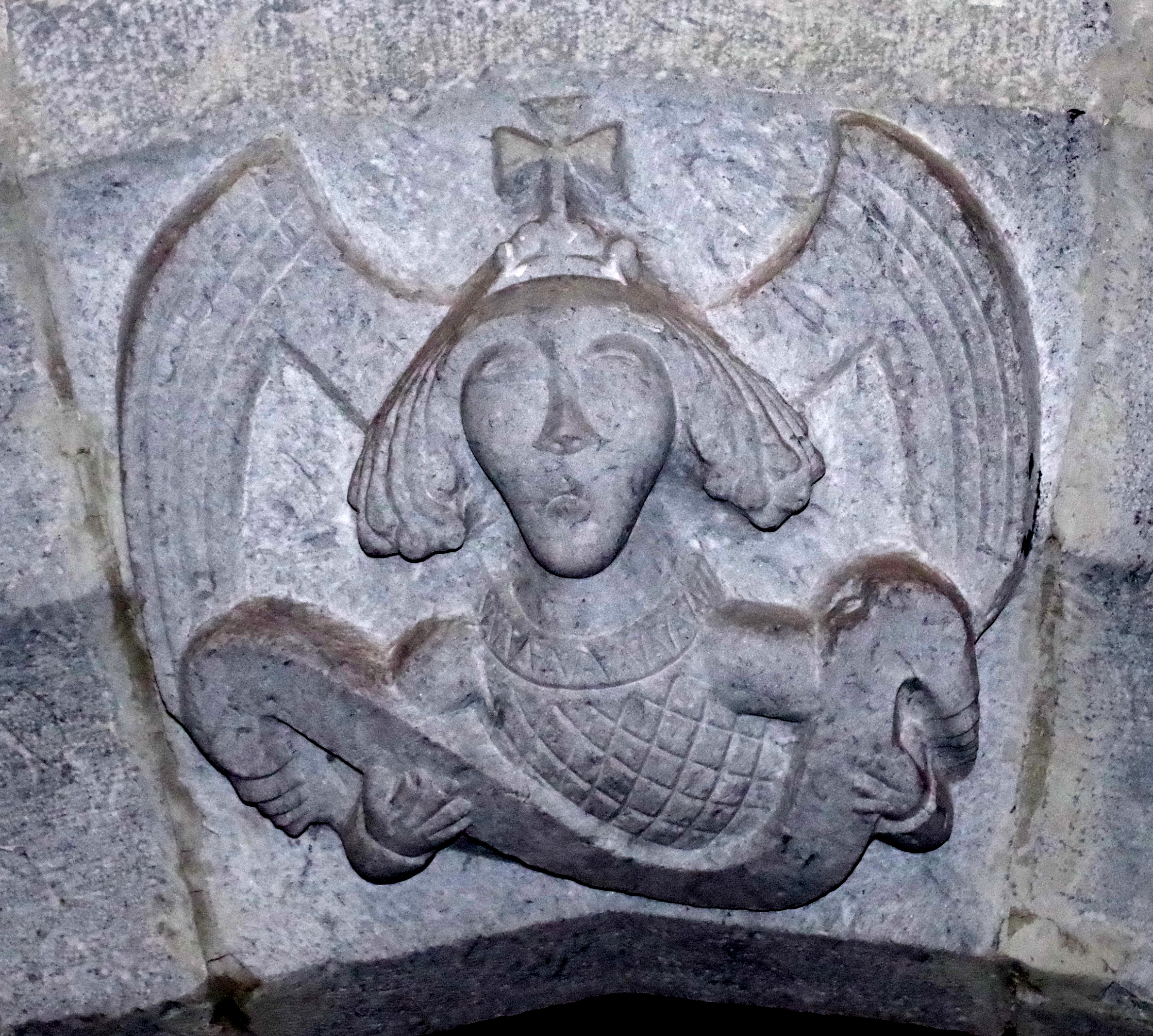
Clé de voute

L'intérieur de l'église contient plusieurs objets classés :
- dans le chœur, un autel et un retable en bois peint et doré du XVIIe siècle[56] ainsi qu'un crucifix et un groupe sculpté avec deux saintes femmes (XVIIe siècle, XVIIIe siècle)[57],

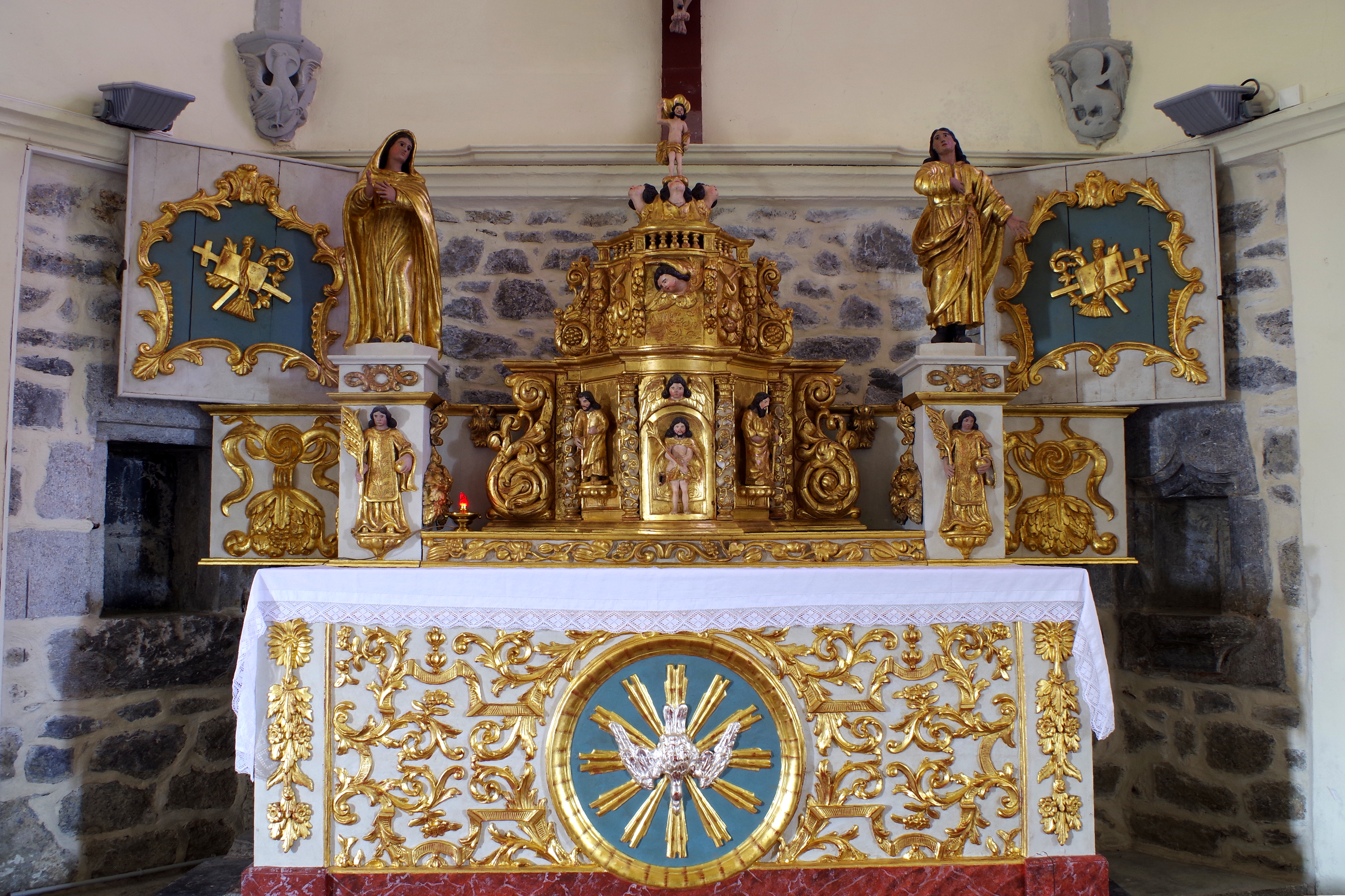
Retable du XVIIe siècle

- dans la chapelle sud, un ensemble composé d'un retable, d'un tableau encadré du XVIIe siècle[58].

Noté "Martyre de Saint-Étienne" dans la base Palissy du Ministère de la culture (en cohérence avec le nom de l'église), l’œuvre représenterait plutôt le martyre de Saint-Sébastien (Saint-Étienne est généralement représenté avec des symboles de lapidation alors que Saint-Sébastien est représenté percé de flèches). Il est ici accompagné d'un pape portant la tiare pontificale et la férule papale. Ce pape pourrait être Saint-Fabien fêté le même jour que Saint Sébastien, on peut voir une ressemblance entre ce tableau et le  retable de Saint-Fabien et Saint-Sébastien (XVIe siècle) en la cathédrale de Cuenca en Espagne.

Vitraux de l'église Saint-Etienne
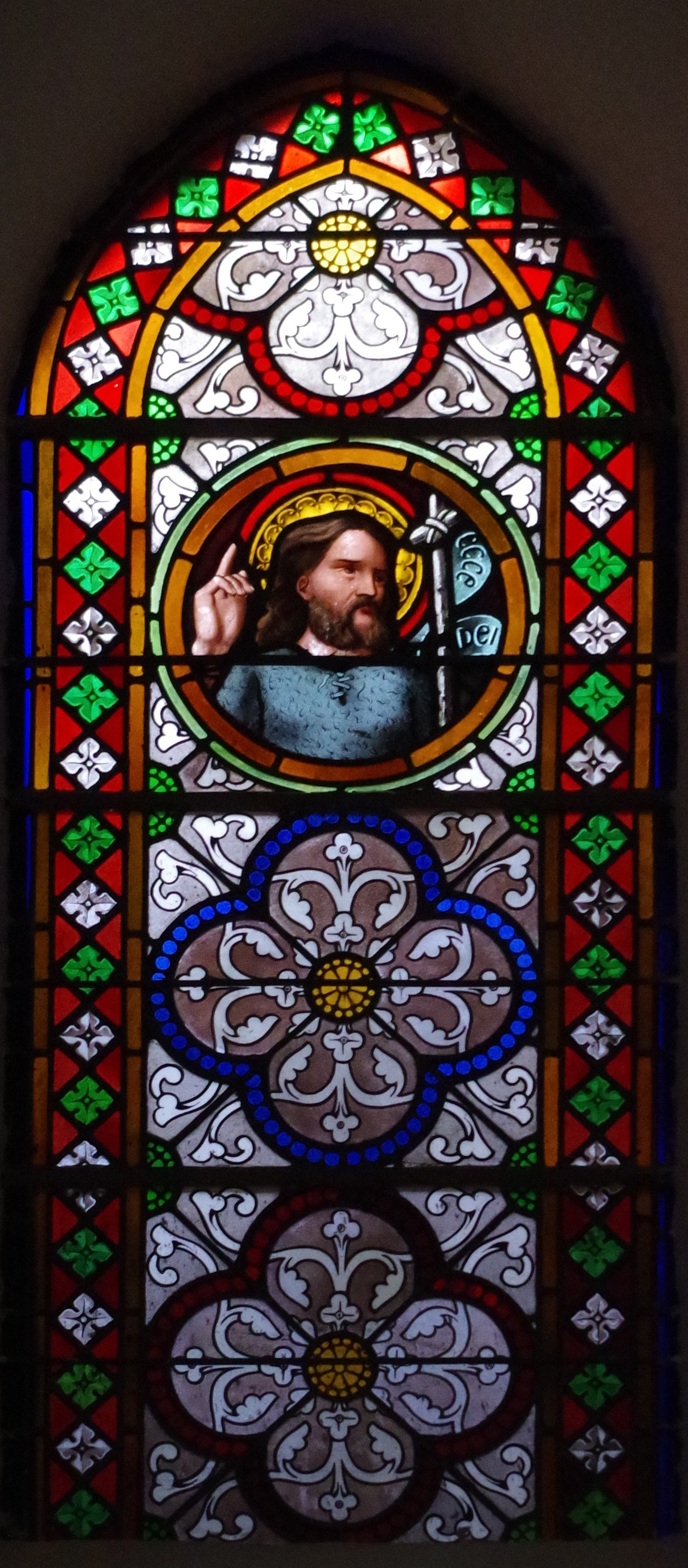
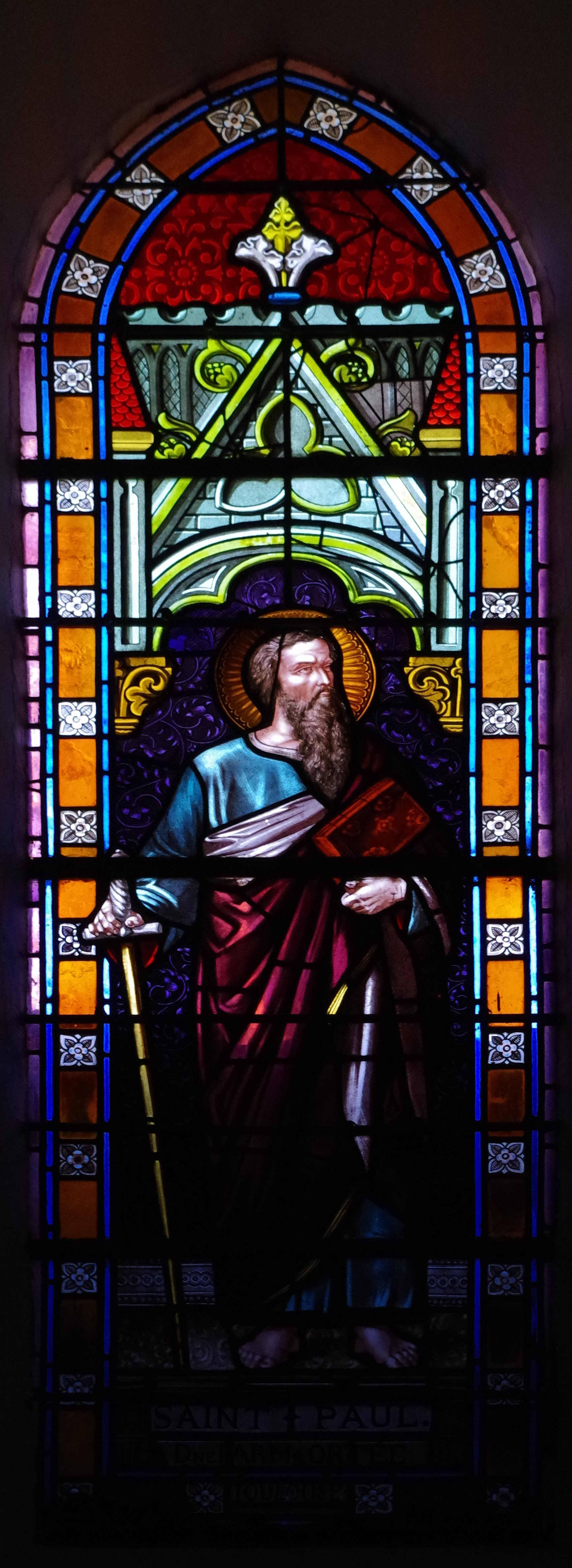
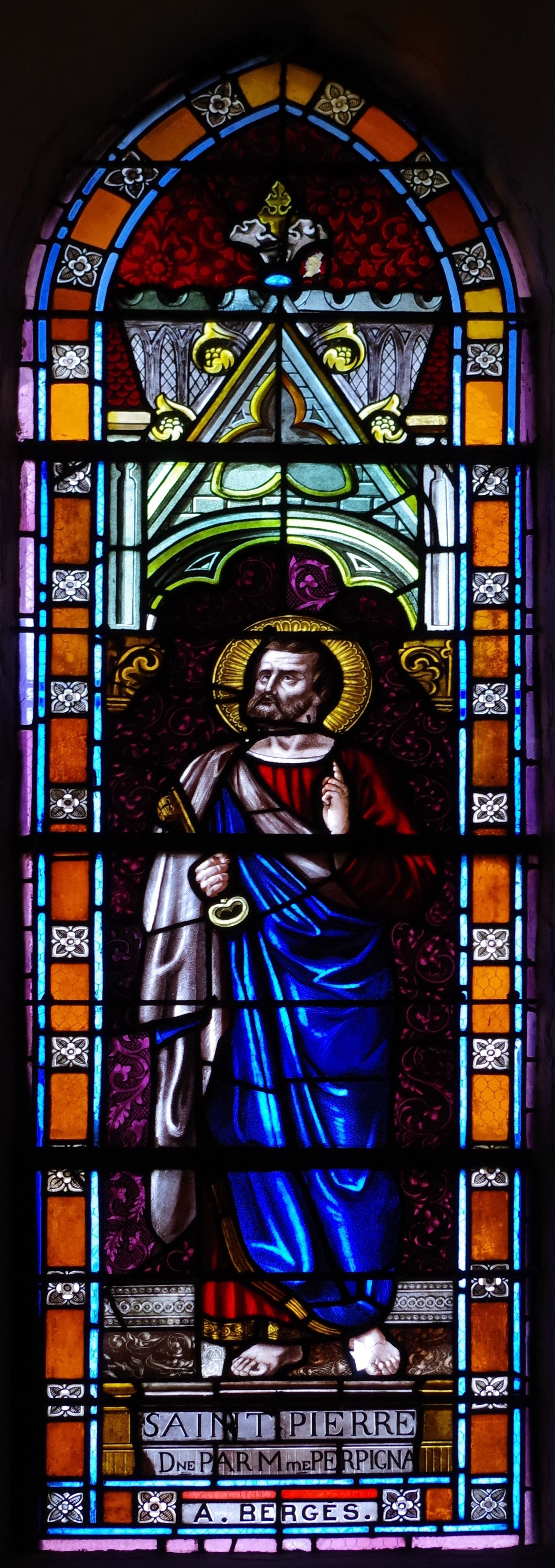
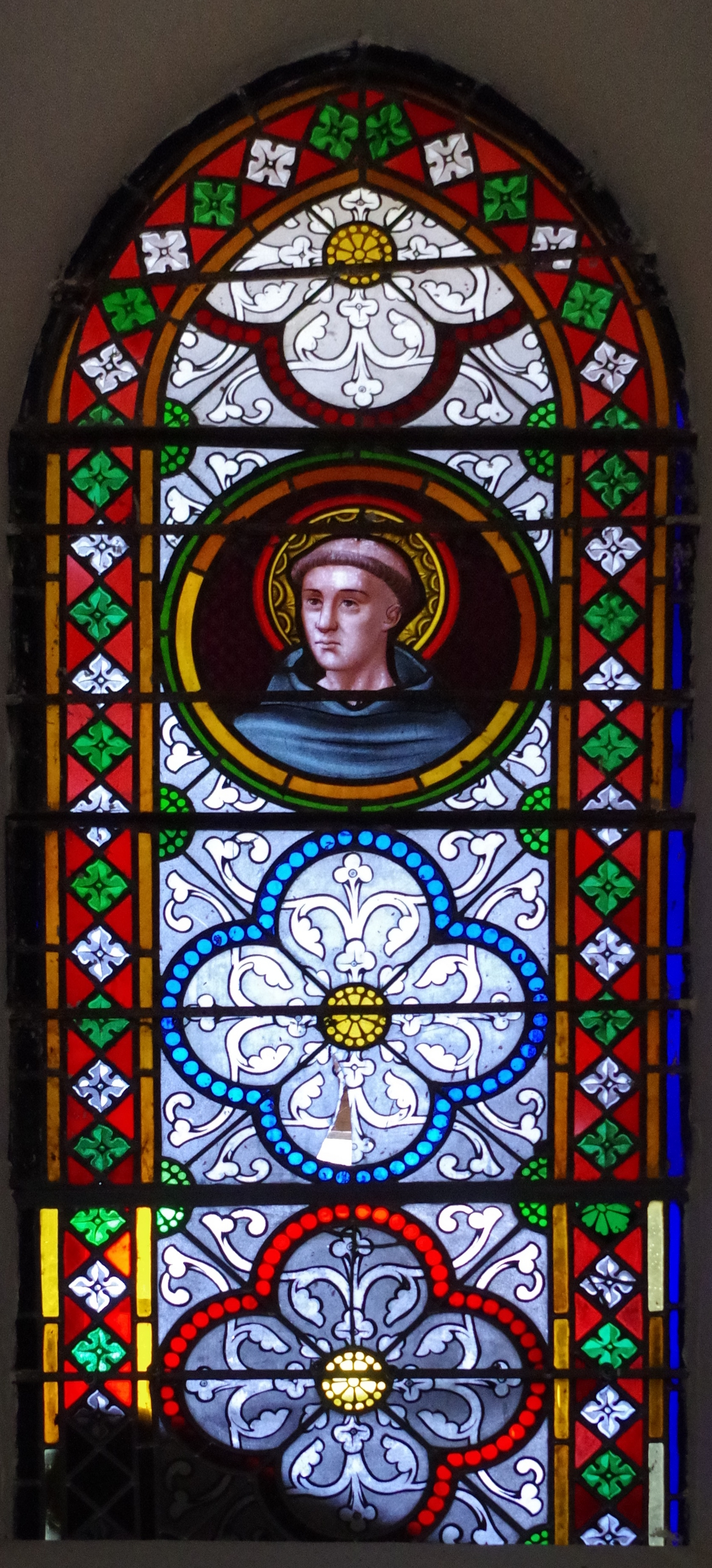

L'un des vitraux est signé A. Bergès, il est probable que tous les vitraux soient de ce maitre verrier. Amédée Bergès est un peintre verrier de Toulouse, actif de 1857 à 1892 et ayant travaillé dans de très nombreux départements français. Il est référencé sous la cote PV003903 dans le répertoire des peintres-verriers français.

## Équipements
La commune possédait une école primaire[Quand ?].

## Personnalités liées à la commune
- Théophile de Bordeu, né à Izeste en 1722 et mort à Bagnères-de-Bigorre en 1776, fils d'Antoine de Bordeu, est un médecin de Louis XV et un personnage dans Le Rêve de d'Alembert de Diderot.
- Marc Ancel, né en 1902 à Izeste et décédé en 1990, est un magistrat et théoricien du droit.